# Anaklia
Anaklia (Georgisch: ანაკლია) is een dorp in het westen van Georgië met ruim 1.300 inwoners (2014), gelegen in de regio Samegrelo-Zemo Svaneti in de gemeente Zoegdidi. Het dorp ligt aan de Zwarte Zee op de linkeroever van de monding van de Engoeririvier. Anaklia werd in de 21e eeuw bekend vanwege de beoogde aanleg van een diepzeehaven en plannen voor de ontwikkeling van een badplaats en stad. Anaklia ligt twee kilometer van de grens met Abchazië en 28 kilometer van het gemeentelijk centrum en regiohoofdstad Zoegdidi.

## Geschiedenis

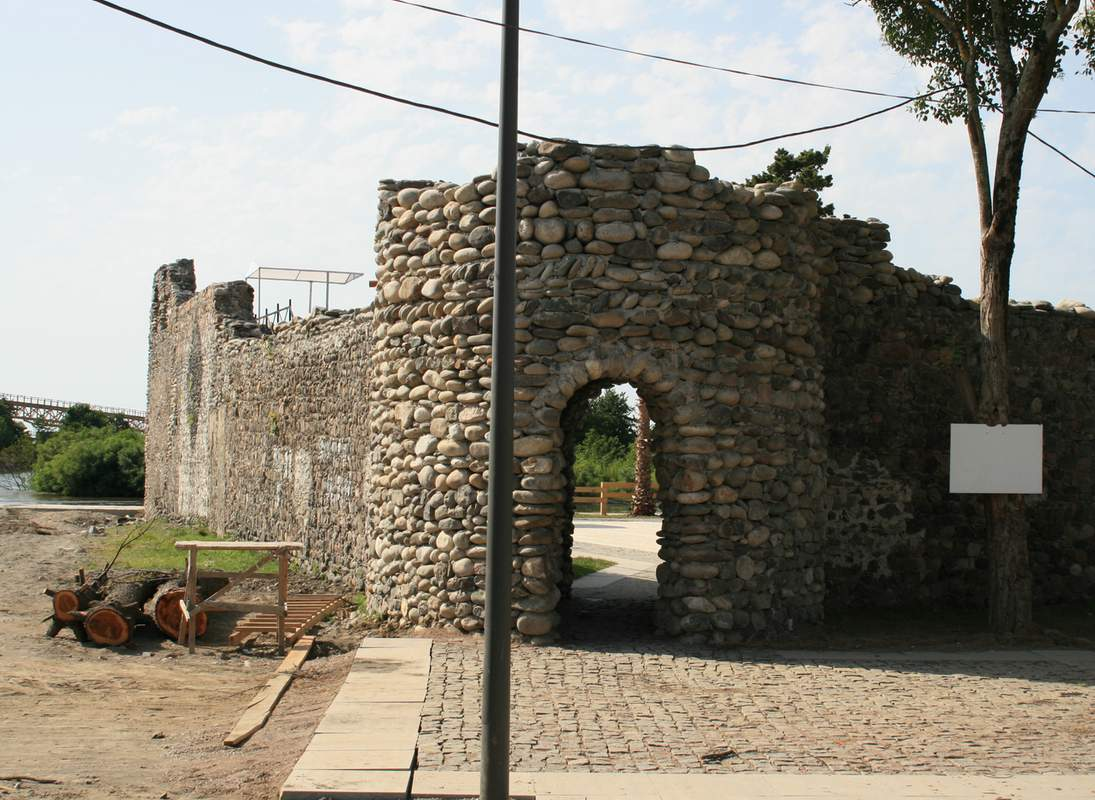
Ruïnes fort Anaklia

De vroegste nederzetting op het grondgebied van Anaklia dateert uit het midden van de bronstijd. Na het uiteenvallen van het Koninkrijk Georgië in de 15e eeuw werd Anaklia een belangrijke vestingstad, zeehaven en vissersstation van het vorstendom Mingrelië. In 1723 werd de stad veroverd door het Ottomaanse Rijk en werd omgebouwd tot een maritieme buitenpost voor de slavenhandel. Het West-Georgische koninkrijk Imeretië herwon de controle over Anaklia in 1770, wat het deed tijdens de Russisch-Turkse Oorlog (1768-1774).
Koning Salomon I van Imeretië zou hierbij worden ondersteund door een klein Russisch contingent onder bevel van generaal Von Totleben, maar de Russische troepen trokken zich terug voordat een confrontatie met de Turken plaatsvond. Vanaf de tweede helft van de 19e eeuw nam het belang van de haven van Anaklia aanzienlijk af, maar het bleef een kleine Zwarte Zeevlootbasis in de Sovjettijd. 

### In onafhankelijk Georgië

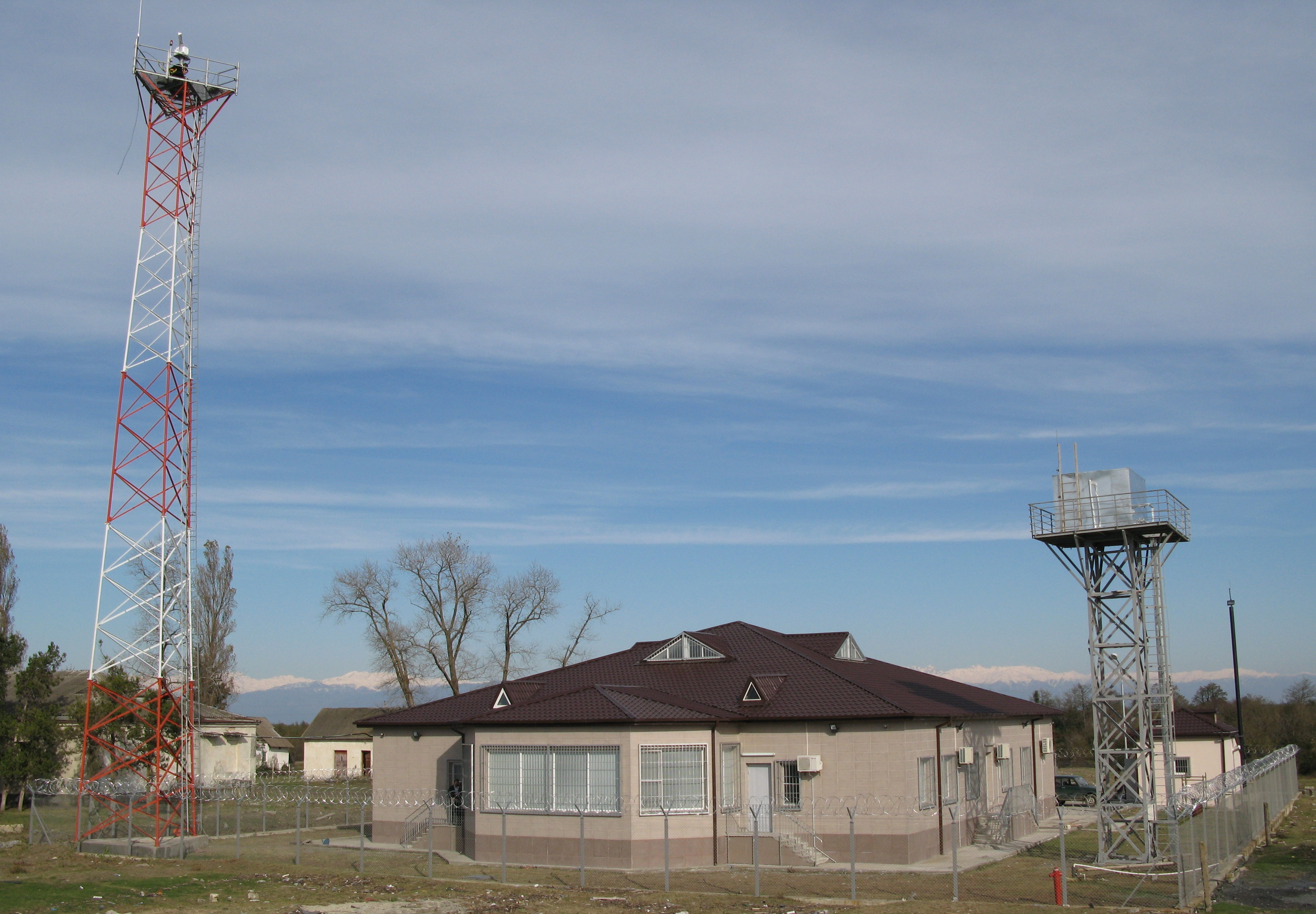
Radarstation, in 2008 doelwit luchtaanval

Na de oorlog in Abchazië (1992-1993) werd in 1994 een Russische vredespost geopend in Anaklia. In 2006 maakte het Ministerie van Defensie van Georgië melding van talrijke schade die door de Russische soldaten was toegebracht aan het 17e-eeuwse fort van Anaklia en beschuldigde het de vredeshandhavers van het installeren van latrines en baden binnen de muren van het fort.
Na een reeks protesten van de Georgiërs moesten de Russische militairen de post in juli 2007 verlaten. Dit viel samen met het algehele vertrek van Russische strijdkrachten uit de door Georgië gecontroleerde delen van het land. Tijdens de Russisch-Georgische Oorlog werden op 10 en 11 augustus 2008 Anaklia en het nabijgelegen Ganmoechoeri door de Russische luchtmacht gebombardeerd..

## Demografie

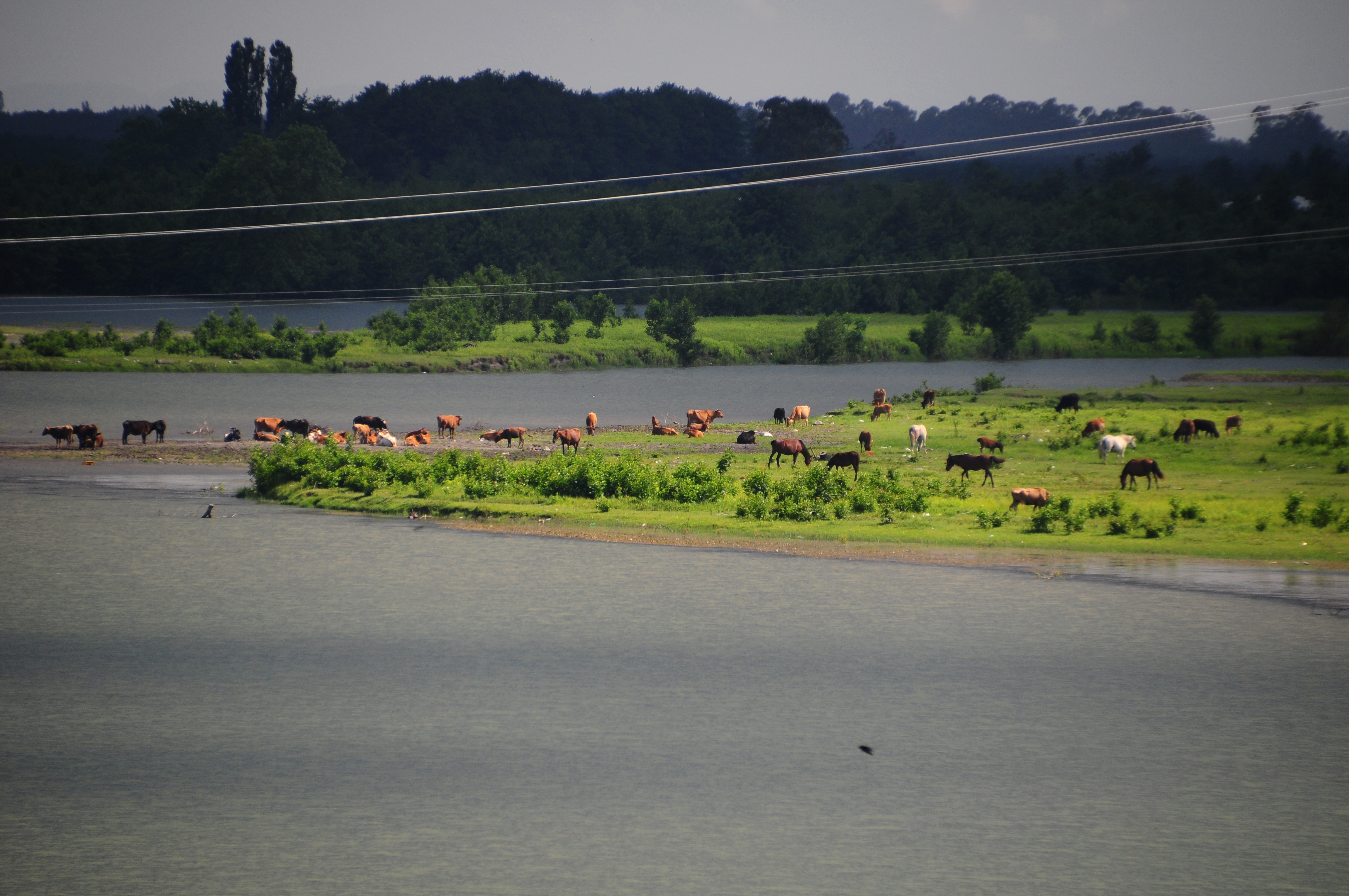
Monding van de Engoeri

Volgens de volkstelling van 2014 had Anaklia op dat moment 1.331 inwoners, en kende een vrijwel geheel Georgische bevolking.
| Aantal              | 2.522 | 1.331 |
| Verantwoording data |       |       |

## Administratieve onderverdeling
Anaklia is naamgever en centrum van de administratieve dorpsgemeenschap (თემი, temi) Anaklia dat ook het dorp Tikori omvat.

## Gem Fest

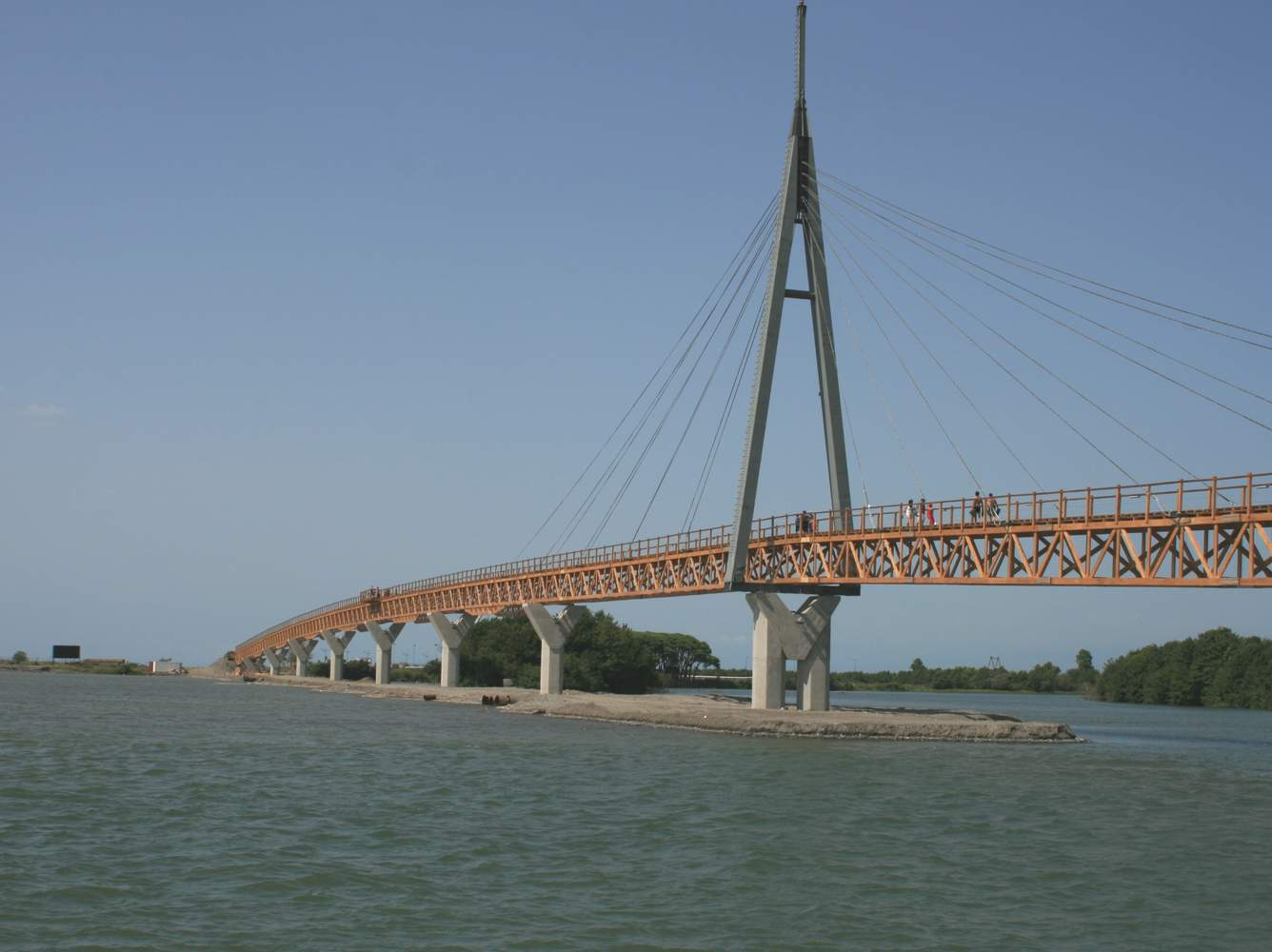
Langste houten voetgangersbrug van Europa

Tussen 2015 en 2019 werd in Anaklia het GEM Fest dance festival gehouden, aan de Zwarte Zee. Het festivalterrein lag ook deels aan de noordkant van de Engoeri monding, in Ganmoechoeri. Festivalbezoekers konden er komen via een ruim 500 meter lange voetgangersbrug, wat de Anaklia boulevard verlengd naar de andere kant van de Engoeri. De Zwarte Zeekust van Ganmoechoeri is hiermee qua gebiedsontwikkeling bij Anaklia getrokken met hotels en toeristenvoorzieningen.

## Lazika
In december 2011 kondigde president Micheil Saakasjvili de bouw van de nieuwe stad Lazika aan, een naam die verwijst naar het historische koninkrijk Lazica. Deze geplande stad, gesitueerd in het Colchis laagland aan de Zwarte Zee tussen Anaklia en Koelevi, zou binnen tien jaar de tweede grote stad van het land moeten worden met ongeveer een half miljoen inwoners. Bij wet kreeg de geplande stad een speciale (economische) status. Nadat zijn partij Verenigde Nationale Beweging de verkiezingen in oktober 2012 verloren en Saakasjvili zelf eind 2013 president-af was geworden, verdween het plan door de achterdeur. Om snel in een andere gedaante terug te keren, de Anaklia Diepzeehaven.

## Anaklia Havenproject
In juli 2014 zette Georgië een investeringsinteresse uit voor de aanleg van een diepzeehaven in Anaklia. Deze haven zou een aanvangscapaciteit van 7 miljoen ton hebben om daarna volgens plan in 12 jaar tijd uit te breiden naar 40 miljoen ton. Hiermee zou het de grootste haven van het land worden, voor Batoemi en Poti. 

### Anaklia Development Consortium
Begin 2016 werd het Anaklia Development Consortium (ADC) geselecteerd om het project ter waarde van 2,5 miljard dollar te implementeren voor een oplevering in december 2020. Dit consortium werd gedragen door de TBC Bank (de tweede grootste consumentenbank van het land), het Amerikaanse Conti International en de Nederlandse investeerder Bob Meijer, een van de oprichters van de TBC Bank in 1992. Partners van het ADC waren onder andere het Nederlandse Maritime & Transport Business Solutions. 

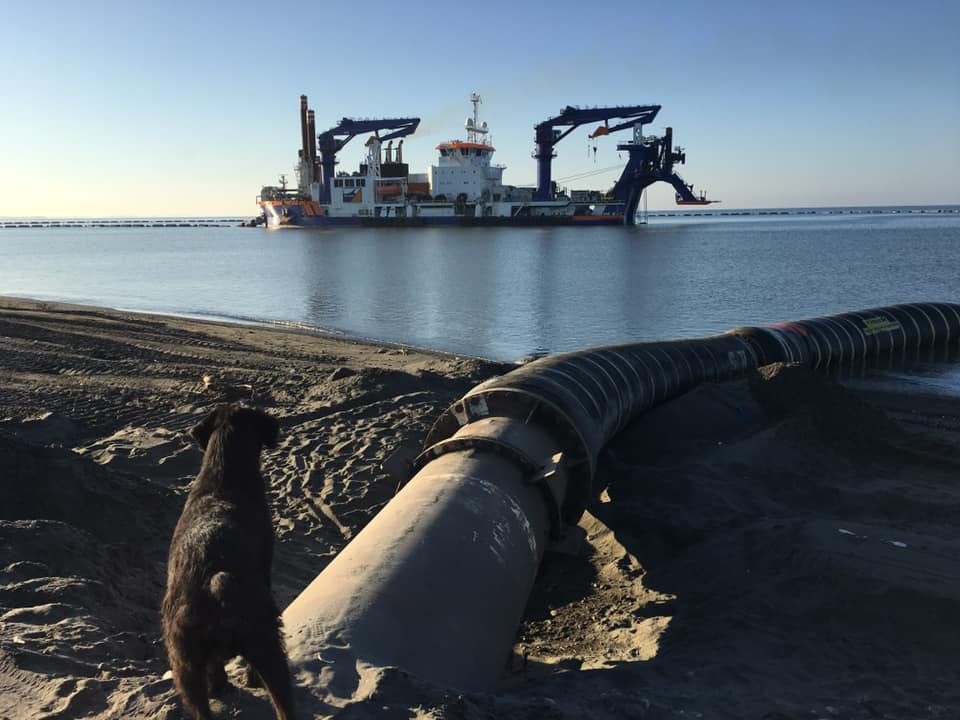
Baggerwerkzaamheden

Ook de Chinezen toonden interesse in het project, en werd de haven opgenomen in het Chinese "One Belt, One Road" project. De bouw van de haven begon eind 2017, en in juli 2018 werd de Nederlandse baggeraar Van Oord gecontracteerd voor de landaanwinning en baggerwerkzaamheden.
Van Oord werd al in 2016-2017 door het consortium ingehuurd voor voorbereidend werk, net als het Nederlandse ingenieursbureau Royal HaskoningDHV. Begin 2018 werden plannen gelanceerd om een bijbehorende stad te ontwikkelen, Anaklia City. De Europese Unie nam de haven en aanpalende infrastructuur projecten ook op in het TEN-T (Trans-European Transport Network) Investeringsactieplan voor het Oostelijk Partnerschap, en stelde financiering voor een spoorlijn naar Anaklia en voor de tweede fase van de haven beschikbaar.

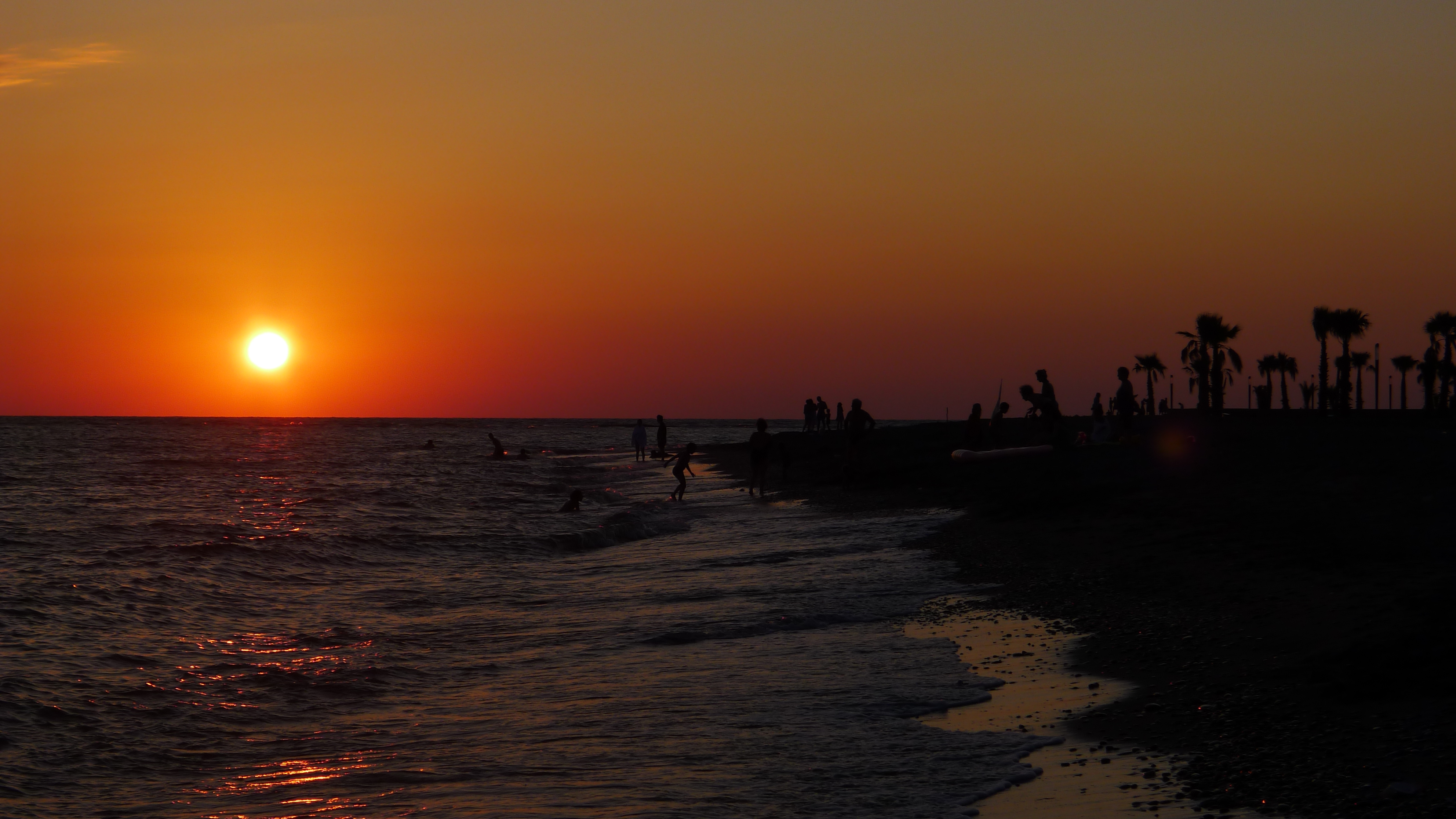
Zonsondergang

### Rechtszaak
Begin 2019 werd de TBC Bank, de trekker van het ADC consortium, beschuldigd van het witwassen van geld. Dit betrof een transactie van 17 miljoen dollar ruim tien jaar eerder. De Georgische centrale bank eiste in februari 2019 dat de TBC Bank oprichters en directeuren Mamoeka Chazaradze en Badri Dzjaparidze zou wegsturen. Georgische regeringspolitici benadrukten daarnaast dat het ADC-consortium contractverplichtingen verzaakte. Terwijl ADC in mei 2019 over conditionele projectfinanciering onderhandelde met OPIC, AIIB, EBRD en ADB, verstrekte de Georgische overheid een gunning aan een lokale dochteronderneming van het Nederlandse APM Terminals om in Poti een diepzeehaven te ontwikkelen. De haven van Poti is sinds 2011 in bezit van APM Terminals, een onderdeel van het Deense A.P. Moller-Maersk. 
In augustus 2019 trok Conti International zich terug uit het ADC consortium, en in januari 2020 beëindigde de Georgische overheid het contract met het Anaklia Development Consortium wat het feitelijke einde van het project betekende. De Nederlandse baggeraar Van Oord had zich zich in oktober 2019 nog voor 4% in het ADC ingekocht. In juli 2020 begonnen het ADC en de Nederlandse investeerder Meijer elk een internationale arbitragezaak tegen de Georgische staat. De partijen eisen meer dan 1 miljard dollar aan schadevergoeding.
Transparency International concludeerde in 2019 dat de Georgische overheid een georkestreerde aanval had gepleegd op het onderuithalen van het ADC consortium via de sleutelpersonen van de TBC Bank om zo het project tot zinken te brengen. Het stelde dat de PACE Group, die de haven van Poti gaat uitbreiden, tijdens de verkiezingscycli van 2017 en 2018 in totaal circa 200.000 euro aan de regerende partij Georgische Droom en hun presidentskandidaat Salome Zoerabisjvili heeft gedoneerd. Andere belanghebbenden in delen van de haven infrastructuur van Poti zijn het Russische Rosneft en het Chinese CEFC China Energy dat betrokken is bij internationale corruptieschandalen, zo stelt Transparency International. Regeringsclaims dat het stranden van het Anaklia project komt door slechte kwaliteit van de investeerders en het niet nakomen van verplichtingen werd naar het rijk der fabelen verwezen.
In januari 2022 werden Mamoeka Chazaradze en Badri Dzjaparidze veroordeeld in de vermeende fraudezaak uit 2008. In 2019 waren zij in de landelijke politiek gestapt met de oprichting van de pro-Europese sociaal-liberale partij Lelo voor Georgië en werden zij in oktober 2020 in het parlement gekozen. De Georgische regering zette in 2021 nieuwe aanbestedingen voor Anaklia uit, en liet het Nederlandse Nederlandse Maritime & Transport Business Solutions, eerder nog partner van ADC, het business- en vrachtmodel bijwerken. Van het beloofde resort, haven en stad was nog niks terechtgekomen.

## Vervoer
Anaklia is via de nationale route Sh8 verbonden met Zoegdidi. Een goederenspoorlijn naar de te bouwen diepzeehaven was in aanleg maar is stilgelegd nadat de oorspronkelijke bouwer van de haven door de Georgische regering opzij is gezet. Anaklia heeft een ruim 500 meter lange houten voetgangersbrug, de langste in Europa, over de Engoeri naar het Zwarte Zeestrand van Ganmoechoeri.